# جيم تاكر
جيم تاكر (بالإنجليزية: Jim Tucker)‏ هو مصرفي وسياسي أمريكي، ولد في 11 نوفمبر 1964. حزبياً، نشط في الحزب الجمهوري. وقد انتخب عضو مجلس نواب لويزيانا.